# Granica kuwejcko-iracka
Granica kuwejcko-iracka – granica międzypaństwowa dzieląca terytoria Kuwejtu i Iraku o długości 242 kilometrów.

## Przebieg granicy
Początek granicy znajduje się na styku granic Arabii Saudyjskiej, Iraku i Kuwejtu (na zachód od Salem, w Wadi al-Batin), następnie biegnie w kierunku północno-wschodnim opierając się o Wadi al-Batin. Po dojściu do równoleżnika 30° N przybiera kierunek wschodni, dochodzi do Abdali, tu przybiera kierunek południowo-wschodni i linią prostą dochodzi do Umm Kasr nad rzeką Hawr az-Zubayr, następnie dochodzi do Zatoki Perskiej pozostawiając po stronie kuwejckiej wyspę al-Warba i Bubiyan.

## Historia
Granica powstała w 1923 roku.
Po proklamowaniu niepodległości w 1961, Irak zgłosił roszczenia terytorialne, które zostały zakończone ugodą w 1963 roku.
Po irackiej inwazji na Kuwejt i po I wojnie w Zatoce Perskiej (1990–1991), komisja ONZ w 1992 roku wytyczyła nowy przebieg granicy – Kuwejt otrzymał 120 km² roponośnego terytorium i część portu Umm Kasr.
W 1994 roku nowa granica została zaaprobowana przez parlament Iraku.